# Christian Pfeil (Schauspieler)
Christian Pfeil (* 28. Juni 1970 in Gera) ist ein deutscher Schauspieler und Produktionsleiter.

## Leben
Pfeil wurde in Gera geboren. Neben diversen Rollen als Schauspieler übernahm er 2002 die Aufgabe des Produktionsleiters für den 14-minütigen Kurzfilm Der Plan des Herrn Thomaschek.
Pfeil ist Vorstandsmitglied der Arbeitsgemeinschaft Kino – Gilde deutscher Filmkunsttheater.
In den Nockherberg-Singspielen in den Jahren 2023, 2024 und 2025 stellte Pfeil den Politiker Christian Lindner dar.
Pfeil lebt in München.

## Filmografie
- 1998: Ärzte (Fernsehreihe, 1 Folge)
- 1999: Flaschendrehen (Kurzfilm)
- 1999: Diagnose (Kurzfilm)
- 1999: Der letzte Zeuge (Fernsehserie, 1 Folge)
- 2001: Weihnachten im Juni
- 2002: Der Plan des Herrn Thomaschek (Kurzfilm, Produktionsleitung, Murnau-Kurzfilmpreis und Max-Ophüls-Förderpreis Kurzfilm 2003)
- 2004–2014: Die Rosenheim-Cops (Fernsehserie, 3 Folgen, verschiedene Rollen)
- 2004: Wer küsst schon einen Leguan?
- 2004: Tatort: Sechs zum Essen (Fernsehreihe)
- 2005: SOKO Leipzig (Fernsehserie, 1 Folge)
- 2006: Shoppen
- 2009: Der Bergdoktor (Fernsehserie, 1 Folge)
- 2009: Level 3D (Kurzfilm, aufgeführt auf dem Filmfest Braunschweig 2010)
- 2010: Die Hummel
- 2014: SOKO München (Fernsehserie, 1 Folge)
- 2016: Tatort: Die Wahrheit
- 2017: Um Himmels Willen (Fernsehserie, 1 Folge)
- 2018: Die defekte Katze
- 2018: Der große Rudolph